# Working Vibes
I Working Vibes sono stati un gruppo dancehall reggae/raggamuffin formatosi a Pisa nel 2001 e in attività fino al 2012. Il sound era contraddistinto da liriche cantate sia in italiano che in dialetto salentino e da forti influenze legate alla cultura hip hop.

## Storia

### Gli anni precedenti alla formazione
Il gruppo nasce nel 2001 a Pisa dall'incontro tra lo studente universitario e MC di origine salentina Massimo Pasca aka "Papamassy" e l'amico siciliano Vincenzo Tumino, alias Don Vicè, che all'epoca è un membro del giovane sound system Trinacria Gio Family.
Pasca si trasferisce a Pisa nel 1994 ed è qui che inizia la sua attività di MC con gli "Infusi di Carezze" (hip hop) e con DJ Dragonball con cui sperimenta il ragga-jungle. Dopo questa prima esperienza, continua a cantare in seno alla nascita del Black Heart Sound System nel 1996, crew lucchese con cui inizia a viaggiare presto per le dancehall della penisola.
È così che canta in manifestazioni come Metarock Festival (Pisa), Arezzo Wave, Sud Bass, Sikula Reggae Festival di Rosolini (SR), Panico Totale (Pisa), Session, High Foundation Festival di Ferrara, R.A.S.Roma, Biennale del Mediterraneo.
Nelle estati di quegli anni, in Salento, collabora assiduamente con Andrea Malservigi alias Dj Afghan (Link - Bologna) e suona a fianco di Gopher, Soul Boy, Dj Giakalone, Feel Good Production, Trinacria Gio Family, Dj War, Town Sheep di Amburgo, Science Force. 
In teatro, canta i suoi testi nello spettacolo "Strade Rotolanti", tenutosi alla Chiesa di San Zeno, a Pisa nel 2001, in collaborazione con "Il teatro del tè". Nello stesso anno, incide il suo primo demo, "Tene nu sensu", con Roberto "Bobo" Fiorentini e più tardi realizza con Dj Noize l'album autoprodotto "Affidubili".
In seguito decide, insieme all'amico Vincenzo, di formare una band per esibirsi dal vivo.

### La costituzione
Il primissimo nucleo della formazione vede unirsi a Papamassy (voce) e Don Vicè (congas) tre ragazzi pisani: Francesco Castelli (Original Caste - basso), Tommaso Santucci (Tommi B - batteria) e Giovanni Bracci (JohnArms - chitarra elettrica).
A distanza di poco tempo, grazie alle conoscenze di Massimo Pasca, si aggiungono alla band i lucchesi Francesco Matteoni (voce), già conosciuto nell'ambiente hip hop come Cisco, e Federico Barbaro alias Reverbero (tastiere). Nasce così la prima vera formazione e inizia il lavoro di produzione artistica, mentre è di Giovanni Bracci - JohnArms - l'idea per il nome della band: Working Vibes.
Don Vicè, per tutta la durata della sua permanenza, partecipa sporadicamente ai concerti e viene considerato parte della band più a titolo onorario che per l'effettivo contributo a livello musicale.

### Gli anni di attività

#### 2002: Primi concerti e demo album
L'attività live inizia nell'aprile del 2002 e per tutto l'anno si svolge unicamente in contesti cittadini. Tra i vari concerti - legati prevalentemente al mondo delle dancehall, degli ambienti universitari, dei club locali e dei festival e feste dell'unità - il 24 maggio suonano al Giardino Scotto di Pisa in apertura a Il Parto delle Nuvole Pesanti e l'8 giugno a Pontedera nella manifestazione Out Noize in apertura ai Neo Ex di Kaos e Gopher con DJ Lugi e DJ Trix per il tour dell'EP L'anello mancante EP.
Tra settembre e ottobre viene registrato l'omonimo demo album. Le batterie vengono registrate a Pisa presso il Syncropain Product di Marco Ribecai mentre le altre riprese e il mixaggio finale sono affidate a Roberto "Bobo" Fiorentini presso il DoppioZero Studio di Caprona (PI).
L'anno si conclude il 29 dicembre al Rototom Wintersplash 2002, prima edizione invernale del Rototom Sunsplash, per prendere parte al Reggae Contest nazionale che permette alla band di farsi notare per la prima volta al di fuori dei confini regionali.

#### 2003: Club, feste e dancehall
Nel 2003 l'attività comincia ad intensificarsi e il 21 febbraio la band fa la sua prima data fuori della Toscana esibendosi in concerto al Vibra, storico Reggae Rock Club di Modena.
Proseguono così i concerti nelle piazze, nelle feste di paese e nei club come il The Cage a Livorno, il Borderline Club a Pisa, il Baraonda a Marina di Massa e sempre di più l'attività del gruppo si accompagna alle situazioni legate al Reggae e alle dancehall. Da qui in avanti saranno infatti molte le serate alle quali prenderanno parte i Working Vibes, talvolta in formazione completa, talvolta attraverso i due MC, insieme a sound systems e volti noti del panorama come Black Heart Sound System, I-Shence, Trinacria Gio Family, Brusco, Villa Ada Posse, DJ War (ex Sud sound System), Gopher, etc.

#### 2004: Festival e piazze
Nel 2004 la band cresce ancora: iniziano i concerti nei centri sociali e nei festival.
Il 29 aprile all'Auditorium Flog di Firenze si tiene il primo concerto di beneficenza per raccogliere fondi utili alla costruzione di una scuola elementare di Shala (Prefettura di Malho, Provincia Cinese del Qinghai) in Tibet, attraverso l'organizzazione ASIA Onlus. Alla serata partecipano le migliori reggae band toscane: Jaka, Il Generale, Toni Moretto (ex Pitura Freska), One Drop Band, Michelangelo Buonarroti, Bomba Bomba, oltre ai Working Vibes.
La band desidera completare il proprio sound e a marzo di quell'anno si mette alla ricerca di un percussionista che entri in pianta stabile al posto di Don Vicè.
A inizio giugno 2004 entra nella band il percussionista Giancarlo Di Vanni alias Jah Keys, originario di Gaeta ma allora proveniente da un'esperienza di 10 anni nei Caraibi. Jah Keys, milita per 4 anni nei Tabia, gruppo reggae delle Isole Cayman, con cui registra l'album Exile e divide il palco con Burning Spear, Ziggy Marley, Third World, Steel Pulse, Inner Circle, Maxi Priest, Jimmy Cliff e Patra.
Tra gli altri concerti si ricordano il 19 giugno 2004 quando i Working Vibes si esibiscono al Metarock Festival 2004 (Pisa) insieme a Ben Harper, Caparezza, Assalti Frontali, Marlene Kuntz, Verdena, Aswad e Johnny Clarke.
Il 26 giugno suonano in concerto a Firenze in Piazza della Santissima Annunziata.
Il 27 giugno iniziano le registrazioni del nuovo disco Danzhallution, autoprodotto con i soldi raccolti grazie all'attività live, presso il Ciretnek Studio di Firenze per mano di Ciro "Princevibe" Pisanelli e Federico “K9” Cioni.
Così come il nome del gruppo, anche il titolo del disco è un'idea di JohnArms. La proposta avviene il 3 luglio, in furgone all'altezza di Modena, durante un viaggio della band verso il luogo di un concerto.
Il 3 luglio, infatti, i Working Vibes suonano all'Albizzate Valley Festival insieme ai Radici nel Cemento.
Il 4 luglio, si esibiscono sul palco showcase del Rototom Sunsplash Festival di Osoppo (UD).
Il 4 agosto terminano le registrazioni di Danzhallution che vedono la partecipazione di Jaka nel brano Alla luce de lu sule e di Emilio "Resa" Zito (Latobesodellafazenda) in Sonala per.

#### 2005: Danzhallution Tour 2005
Il 25 gennaio esce Danzhallution, autoprodotto sotto il nome Working House, in collaborazione con Associazione Metamusic e distribuito su scala nazionale da Venus Distribuzione.
Le date raddoppiano rispetto all'anno precedente e i Working Vibes effettuano concerti in tutta Italia, suonando anche a Modena, a Firenze, all'High Foundation Festival di Ferrara, al Live Club di Trezzo sull'Adda (MI) con i Ganjamama, in Salento a Gallipoli, a Napoli, a Roseto degli Abruzzi, a Pisa per il Metarock Festival 2005 tenutosi il 16, 17 e 18 giugno, insieme a Sizzla, Capleton, The Wailers, Rita Marley, Angelique Kidjo e Carmen Consoli, al M.E.I.di Faenza (Meeting delle Etichette Indipendenti), in Sardegna per capodanno suonando con Giuliano Palma & The Bluebeaters.
Il 24 maggio 2005 la band partecipa alla serata Nero Mediterraneo, prodotta da Festival delle Colline presso la Stazione Leopolda nell'ambito di Fabbrica Europa 2005 (Firenze), in qualità di backing band per il concerto di 'O Zulù dei 99 Posse, insieme a Peppe Barra, Dennis Bovell e Lino Cannavacciuolo.
il 30 giugno del 2005 il chitarrista Giovanni Bracci decide di uscire dal gruppo e lascia il testimone al padovano Piero Bongiorno (Don Piero).

#### 2006: Manu Chao, Steel Pulse, Linton Kwesi Johnson
Continuano i concerti tra cui si ricordano, il 20 febbraio al Villaggio Globale a Roma, il 25 marzo a Pisa in Piazza Carrara con 'O Zulù e il 6 maggio al Giardino Scotto con Giuliano Palma & The Bluebeaters, il 18 maggio al Fiumi Di Birra Festival di Ponte a Elsa (FI) insieme ai Negrita, il 1º luglio nel parco della Certosa Reale di Collegno (TO) per il Colonia Sonora Festival.
L'11 luglio 2006 la band apre il concerto di Manu Chao al Parco degli Acquedotti (Roma) di fronte a 40.000 persone insieme a Cor Veleno, Gogol Bordello e Amir.
Il 13 e 15 luglio due concerti insieme agli Steel Pulse presso l'Ippodromo delle Capannelle (Roma) e a Montespertoli (FI) nel giardino del Mulligan's pub.
Il 22 luglio a Martignano (LE) per il grande evento FDB 2006, concerto di apertura a Linton Kwesi Johnson, Tidal Waves (South Africa) and SteelA.
Il 12 ottobre all'Hiroshima Mon Amour di Torino.
Il 31 ottobre al C.S.O. Pedro di Padova si chiude il Danzhallution Tour 2006 e iniziano i lavori di pre-produzione per un nuovo album.

#### 2007: Su Qualsiasi Ritmo Tour 2007
Nei primi mesi del 2007 la band è in fase di produzione del nuovo disco. L'attività live è sospesa, salvo una manciata di appuntamenti e la partecipazione al Rider Party di Bürchen in Svizzera, festival per gli appassionati di snowboard.
Il 27 aprile 2007 viene pubblicato il terzo album Su qualsiasi ritmo per la produzione Arroyo Records / Metamusic e distribuito da Venus, con la produzione artistica del famoso producer barbadiano Dennis Bovell. Il disco viene mixato dallo stesso Bovell a Londra.
Il disco viene presentato il 25 maggio al Giardino Scotto di Pisa ed iniziano i concerti che comprendono il tour estivo.
Tra le varie date più significative si ricordano l'High Foundation Festival '07 di Ferrara il 23 giugno, il concerto del 6 luglio per il Play - Arezzo Art Festival insieme a Paolo Rossi.
Il 12 luglio all'Ippodromo Le Mulina di Firenze, il 14 sulla Spiaggia della Madonnina di Pescara e il 17 luglio al Giffoni Film Festival (SA), la band accompagna le date del tour italiano di Ziggy Marley.
Il 21 luglio in apertura al concerto cagliaritano con Negrita & Alpha Blondy, organizzato da Metarock Island.
Il 9 agosto in piazza a Matino (LE) in apertura al concerto dei Bisca + 'O Zulù, per la presentazione dell'album I tre terroni.

#### 2008: Premio Ciampi
Nel 2008 vincono il premio Miglior Cover per la quattordicesima edizione del Premio Ciampi con un arrangiamento originale del brano dell'artista livornese "Te lo faccio vedere chi sono io".

#### 2010: Concerto con i The Wailers
Il 23 luglio suonano in concerto gratuito con i The Wailers in piazza a Tirrenia (PI).

#### 2011: Italia solo andata
Il 2 settembre 2011 viene pubblicato il terzo album, intitolato Italia solo andata, prodotto da Metarock Arroyo, Venus Distribuzioni, sotto la produzione artistica di Finaz (Bandabardò). Il disco viene registrato a Firenze e viene mixato dal maestro inglese Dennis Bovell, che ha lavorato le tracce più reggae, e da Cesare Petricich dei Negrita, che ha pensato alle tracce più contaminate come “Pirati”, mentre il singolo “Io Vorrei”, oltre alla masterizzazione del disco effettuata al Nautilus Studio di Milano, è stato affidato a Carlo Ubaldo Rossi (99 Posse, Capossela, Africa Unite, Bluebeaters, Caparezza, Baustelle). Alcune riprese e mixaggi sono state fatte al Posada Negro Studios di Roy Paci, il quale ha suonato la sezione fiati del brano L'ultima fuga.
Dopo l'uscita dell'album, la band è fuori per un mini tour di presentazione (7/13 settembre) che tocca la Francia (Port Fréjus), la Svizzera (Lugano), la Germania (Monaco di Baviera) e la Croazia (Zagabria).

#### 2012: Scioglimento
Il gruppo si scioglie il 10 maggio 2012.

## Formazione
- Massimo Pasca - "Papa Massi" - voce
- Francesco Matteoni - "Cisco" - voce
- Giovanni Bracci - "JohnArms" - chitarre (fino a giugno 2005)
- Piero Bongiorno - "Don Piero" - chitarre (da giugno 2005)
- Federico Barbaro - "Reverbero" - tastiere
- Francesco Castelli - "Original Caste" - basso
- Giancarlo Di Vanni - "Jah Keys" - percussioni (da giugno 2004)
- Tommaso Santucci - "Tommi B" - batteria

## Discografia

### Album in studio
- 2002 - Working Vibes (senza etichetta - autoprodotto)
- 2005 - Danzhallution (autoprod. Working House / Metamusic / Venus Distribuzione)
- 2007 - Su qualsiasi ritmo (Arroyo Records / Metamusic / Venus Distribuzione)
- 2011 - Italia solo andata (Metarock Arroyo / Venus Distribuzione)

### Raccolte
- 2004 - Various - Genetic Compilation #001 (senza etichetta - prod. Cooperativa Il Ponte)
- 2004 - Various - H2F2 - Tracce Dall Hip Hop Di Firenze E Dintorni Volume 2 (senza etichetta - prod. Teen Music)
- 2004 - Various - ReSka Compilation Vol. 1 (Vivicatania.net)
- 2004 - Various - Stile salentino/1 Hip Hop Reggae Dance Elettronica (Stampa Alternativa, Università di Lecce)
- 2005 - Various - High Foundation 05 (Bizeta Records – BZCD05)
- 2019 - Various - Vietato al maggiore (Arroyo Metarock)